# Parapericoniella asterinae
Parapericoniella asterinae är en svampart som först beskrevs av Deighton, och fick sitt nu gällande namn av U. Braun, Heuchert & K. Schub. 2005. Parapericoniella asterinae ingår i släktet Parapericoniella, divisionen sporsäcksvampar och riket svampar.   Inga underarter finns listade i Catalogue of Life.